# Utricularia livida
Utricularia livida este o specie de plante carnivore din genul Utricularia, familia Lentibulariaceae, ordinul Lamiales, descrisă de Ernst Meyer. Conform Catalogue of Life specia Utricularia livida nu are subspecii cunoscute.

## Galerie

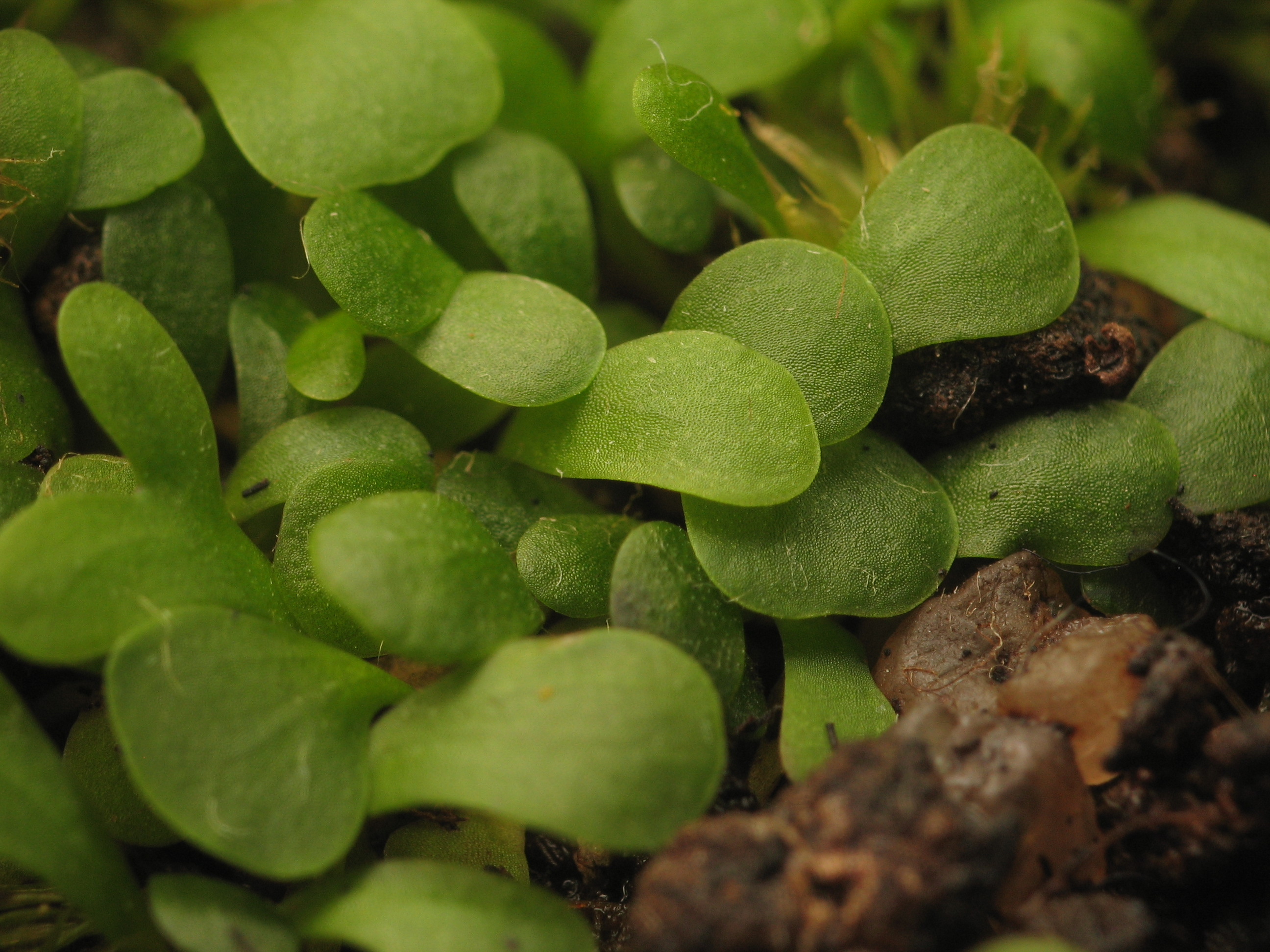